# Géza Domokos
Géza Domokos, né le 18 mai 1928 à Brașov et mort le 27 juin 2007 à Târgu Mureș, est un écrivain homme politique roumain issu de la minorité hongroise.

## Biographie
Durant la dictature communiste, Géza Domokos rejoint le Parti communiste roumain (PCR) en 1953. Il occupe alors plusieurs fonctions dirigeantes : membre du bureau du comité central de l'Union des jeunes communistes (UTC) de 1956 à 1966, conseiller du comité d'État pour la culture et les arts, membre suppléant du comité central du PCR (1969-1984). À partir de 1971, il est vice-président du conseil national de la radio-télévision.
Par ailleurs, il est fondateur et directeur entre 1969 et 1990 des éditions Kriterion de Bucarest.
À la suite du révolution roumaine de 1989, il est membre du Front de salut national, puis compte parmi les fondateurs de l'Union démocrate magyare de Roumanie (UDMR) et son premier président de 1990 à 1993. Il siège également à la Chambre des députés de 1990 à 1992. 